# 比例批准投票制
比例同意投票制是一種選舉制度，是投票制度對複數選區的延伸。它採用比例代表制原則，投票並不比多數票更複雜。它允許每個選民投票給他們選擇的盡可能多或盡可能少的候選人。該系統是由托瓦爾·N·蒂勒發明的。在2001年被Forest Simmons重新發現，創立現在的名稱。